# Villa Caracciolo di Forino
Die Villa Caracciolo di Forino ist ein Landhaus aus dem 18. Jahrhundert in San Giorgio a Cremano in der italienischen Region Kampanien. Es liegt im Gebiet der Miglio d’oro in der Via Enrico Pessina, 32.

## Geschichte und Beschreibung
Das Gebäude liegt in der Via Enrico Pessina, die früher „Via Berio“ hieß und eine der ältesten Hauptstraßen der Stadt ist, an der ohne Unterbrechung die Sommerresidenzen der bedeutendsten Adelsfamilien der damaligen Zeit aufeinander folgen. Das Landhaus gehörte der Familie Caracciolo aus Neapel und dort kam unter anderem der berühmte Admiral Francesco Caracciolo zur Welt.
Das Gebäude hat das typische Aussehen eines Lustschlosses, was man auch am Gewölbeatrium im Eingangsbereich sieht.
Die Villa steht senkrecht zur Küstenlinie und bietet so keine günstige Aussicht über die Umgebung. Um diesem Umstand zu begegnen, ließen die Caracciolos im Innenhof eine Reihe von Panoramaterrassen bauen.
Die Villa wurde letztmalig im 19. Jahrhundert umgebaut, bevor sie der letzte Nachkomme der Familie Caracciolo dem Gerontologischen Institut als Sitz stiftete. Heute gehört sie dem Orden der „Armen Töchter der Heimsuchung“.